# 蝸牛考
『蝸牛考』（かぎゅうこう）は、柳田國男の語学書。

## 概要

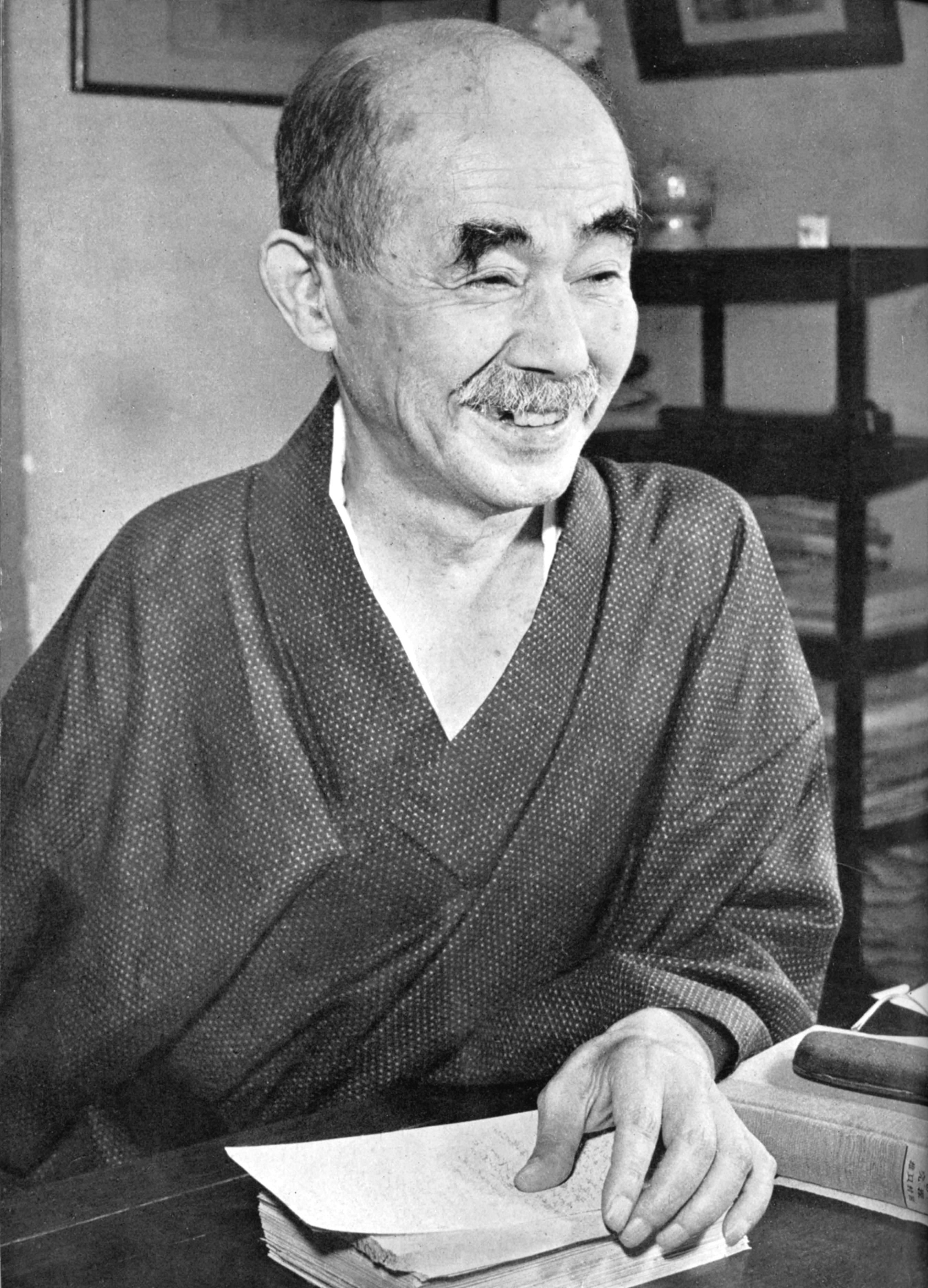
柳田は「蝸牛考」以外にも、『民族』『アサヒグラフ』『信濃教育』などに、方言に関する文章を連載している。

1927年（昭和2年）、柳田は『人類学雑誌』に「日本各地では蝸牛（カタツムリ）をどのように言うのか」という方言の調査結果をまとめた論文を発表した。ヨーロッパで発達した言語地理学の方法論を日本語の方言に適用したのである。
1930年（昭和5年）、刀江書院から発行。また、1943年（昭和18年）に創元選書に収録、1980年（昭和55年）に岩波文庫にも収録された。目次は以下の通り。
1. 言語の時代差と地方差
2. 四つの事実
3. 方言出現の遅速
4. デンデンムシの領域
5. 童詞と新語発生
6. 二種の蝸牛の唄
7. 方言転訛の誘因
8. マイマイ領域
9. その種々なる複合形
10. 蛞蝓と蝸牛
11. 語感の推移
12. 命名は興味から
13. 上代人の誤謬
14. 単純から複雑へ
15. 語音分化
16. 訛語と方言と
17. 東北と西南と
18. 都府生活と言語
19. 物の名と知識
20. 方言周圏論
21. 蝸牛異名分布表

## 内容
柳田は日本全国のカタツムリの方言（呼び名）について調査したところ、カタツムリの方言は以下の表のように、京都を中心とした同心円状に分布しているという事実を発見した。
| 場所                       | 方言       | 時代       |
| -------------------------- | ---------- | ---------- |
| 近畿地方                   | デデムシ   | 最も新しい |
| 中部地方・中国地方など     | マイマイ   | 新しい     |
| 関東・四国                 | カタツムリ | 中間       |
| 東北地方・九州             | ツブリ     | 古い       |
| 東北地方の北部・九州の西部 | ナメクジ   | 最も古い   |

そして、この事実を一般化して、「（カタツムリの名称に限らず）一般に方言というものは時代に応じて京都で使われていた語形が地方に向かって同心円状に伝播していった結果として形成されたものなのではないか」とする方言周圏論を提唱した。これによって、山間僻地の方言が、古い時代の由緒ある中央語だった可能性の強いことが科学的に論証された。

## 受容
柳田の『蝸牛考』における考えは、江戸時代以前から認められる「古語は方言に残る」という考えとも合致することから、方言形成の過程を解釈する際の説明原理として広く受け入れられた。例えば1930年頃から、橘正一、佐藤清明などの人々が方言関係の論文を発表するようになったが、いずれも柳田の考えに共鳴したものであった。また、各地に方言研究会が組織されてくるようにもなった。

## 書誌情報

### 初出
- 柳田國男「蝸牛考」『人類学雑誌』第42巻4号、日本人類学会、1927年、125-135頁、doi:10.1537/ase1911.42.125。
- 柳田國男「蝸牛考(二)」『人類学雑誌』第42巻5号、日本人類学会、1927年、162-172頁、doi:10.1537/ase1911.42.162。
- 柳田國男「蝸牛考(三)」『人類学雑誌』第42巻6号、日本人類学会、1927年、223-233頁、doi:10.1537/ase1911.42.223。
- 柳田國男「蝸牛考(完)」『人類学雑誌』第42巻7号、日本人類学会、1927年、273-284頁、doi:10.1537/ase1911.42.273。
  - 柳田國男 著「蝸牛考」、柴田武・加藤正信・徳川宗賢編 編『日本の言語学 第6巻 方言』大修館書店、1978年10月、245-292頁。ISBN 4-469-11006-X。 - 柳田(1927)の再録。

### 単行本
- 柳田國男『蝸牛考』刀江書院〈言語誌叢刊 第4〉、1930年7月10日。NDLJP:1823865。 - 付録：「蝸牛異稱分布圖」NDLJP:1823865/101。
  - 柳田國男『蝸牛考』（改訂版）創元社〈創元選書104〉、1943年2月25日。
  - 柳田国男『蝸牛考』柴田武解説、岩波書店〈岩波文庫 青138-7〉、1980年5月16日。ISBN 4-00-331387-9。 - 創元選書版を底本として、本文を新字新仮名に改めたもの。付録に刀江書院版から「蝸牛異名索引」・「蝸牛異称分布図索引」・「蝸牛異称分布図」を収録。

### 全集収録
- 柳田國男『定本　柳田國男集』 第18巻（新装版）、筑摩書房、1969年11月20日（原著1963年）。ISBN 4-480-75118-1。 - 「蝸牛考」・「方言覚書」・「方言と昔」・「国語史新語篇」・「標準語と方言」を収録。
- 柳田國男『柳田國男全集』 19巻、筑摩書房〈ちくま文庫 や-6-19〉、1990年7月31日。ISBN 4-480-02419-0。 - 「蝸牛考」・「西は何方」・「毎日の言葉」を収録。
- 柳田國男 著、伊藤幹治・後藤総一郎編集 編『柳田國男全集』 第5巻、筑摩書房、1998年1月23日。ISBN 4-480-75065-7。 - 「日本昔話集」・「蝸牛考」・「明治大正史 世相篇」を収録。